# 我們做了
《我們做了》是日本作家金城宗幸的作品，於2015年至2017年在講談社的《週刊Young Magazine》連載。2017年改編成連續劇。

## 故事概要
故事主要在講述凡下高中的4位高中生為了要嚇唬另一間高中的學生而做了惡作劇炸藥。但是，沒想到這一個舉動居然讓他們成為了引爆大型炸藥造成十死百傷的重度通緝犯。為此，他們亡命天涯，他們的命運究竟會如何呢？

## 登場人物
増淵 飛雄（ますぶち トビオ）
主角。凡下高中的高2學生。
丸山 友貴（まるやま ゆうき）
飛雄的同級生。磨菇頭可愛系。
伊佐美 翔（いさみ しょう）
飛雄的同級生。擅搞氣氛也大愛女性，有著強烈的性慾和豐富的性知識。
小坂 秀郎（こさか ひでろう）
凡下高校的舊生。父母是有錢人。
蒼川 蓮子
飛雄的青梅竹馬。一直喜歡著飛雄。
新里 今宵（にいさと こよい）
飛雄的後輩。翔的戀人。巨乳小動物系女性。
市橋 哲人（いちはし てつと）
矢波高中的不良老大。
松崎 健象（まつざき けんと）
矢波高中的不良老大。
増淵 春（ますぶち ハル）
飛雄的妹妹。
真良中 幹男（まらなか みきお）
爆炸事件的真兇。
飯室 成男（いいむろ なるお）
刑警。

## 出版書籍
| 冊數 | 講談社        | 講談社                 |
| 冊數 | 發售日期      | ISBN                   |
| ---- | ------------- | ---------------------- |
| 1    | 2015年9月4日  | ISBN 978-4-06-382663-0 |
| 2    | 2015年10月6日 | ISBN 978-4-06-382693-7 |
| 3    | 2016年1月6日  | ISBN 978-4-06-382724-8 |
| 4    | 2016年4月6日  | ISBN 978-4-06-382766-8 |
| 5    | 2016年6月6日  | ISBN 978-4-06-382799-6 |
| 6    | 2016年9月6日  | ISBN 978-4-06-382845-0 |
| 7    | 2016年12月6日 | ISBN 978-4-06-382886-3 |
| 8    | 2017年3月6日  | ISBN 978-4-06-382933-4 |
| 9    | 2017年4月6日  | ISBN 978-4-06-382944-0 |

## 電視劇
《我們做了》，為2017年7月18日－9月19日毎週二晚間9:00－9:54於富士電視台聯播網的「關西電視台週二晚間九點連續劇」時段播出的連續劇，由窪田正孝主演。香港由ViuTV的 OTT平台於2018年2月4日至4月8日每周日22:30-23:30播出。

### 登場人物
- 増渕 飛雄 - 窪田正孝
- 伊佐美 翔 - 間宮祥太朗
- 丸山 友貴 - 葉山獎之
- 小坂 秀郎 - 今野浩喜（日语：今野浩喜）
- 真中 幹男[注 1]- 山本浩司（日语：山本浩司 (俳優)）（第4集 - 第6集）
- 蒼川 蓮子 - 永野芽郁
- 新里 今宵 - 川榮李奈
- 三浦 由佳 - 岡崎紗繪
- 星野 真美 - 今田美櫻
- 立花 菜摘 - 水川麻美
- 田中 - 八十田勇一（日语：八十田勇一）（第1話 - 第4話）
- 市橋 哲人 - 新田真劍佑
- 有原 - 吉村界人（日语：吉村界人）
- 熊野 - 森田甘路（日语：森田甘路）（第1話 - 第4話）
- 増渕 優子 - 榊原郁恵（日语：榊原郁恵）
- 増渕 春 - 八木莉可子
- 飯室 成男 - 三浦翔平
- 栗原 - 中村靖日（日语：中村靖日）（第1話 - 第6話）
- 柏木 圭介 - 中野剛（日语：中野剛）（第2話）
- 西塚 智廣 - 板尾創路（日语：板尾創路）
- 輪島 宗十郎 - 古田新太
- 原野 玲夢[注 2]- 山田裕貴
- 武藤 慶大 - 一井直樹
- 櫻田 祐介 - 岡田龍太郎（日语：岡田龍太郎）
- 松崎 健像 - 鈴木貴之
- 水前寺 - 加藤諒
- ヤング - 桐山漣
- うらら - 小野乃乃香
- 新里 - 竹内力（日语：竹内力）

### 製作團隊
- 原作 - 金城宗幸
- 漫畫 - 荒木光
- 劇本 - 德永友一（日语：徳永友一）
- 法律諮詢 - 蘆原愛一郎
- 監製 - 新城毅彦（日语：新城毅彦）、瑠東東一郎
- 導演 - 中西正茂
- 主題曲 - DISH//「僕たちがやりました」[3]
- 片頭曲 - Mrs. GREEN APPLE「WanteD! WanteD!」
- 總製作人 - 中野利幸（日语：中野利幸）
- 製作人 - 米田孝、平部隆明、白石裕菜
- 製作協助 - Horipro
- 制作 - 關西電視台
- 衣著協助- Subciety

### 播出日程
| 播出集數                                                | 播出日期 | 日文標題 | 中文標題                                    | 導演       | 收視率 | !備考    |
| ------------------------------------------------------- | -------- | -------- | ------------------------------------------- | ---------- | ------ | -------- |
| 第1集                                                   | 7月18日  |          | 充滿魅力的爆炸之謎的大爆發...青春逃亡不安感 | 新城毅彦   | 7.9%   | 延長15分 |
| 第2集                                                   | 7月25日  |          | 謎的大爆發...真相是？逃亡開始！             | 新城毅彦   | 6.5%   |          |
| 第3集                                                   | 8月1日   |          | 危機！背叛和追蹤 真犯人是！？               | 瑠東東一郎 | 6.6%   |          |
| 第4集                                                   | 8月8日   |          | 真相終於...怒濤的新展開                     | 瑠東東一郎 | 5.8%   |          |
| 第5集                                                   | 8月15日  |          | 無人知曉的謎之男！擦身而過的戀愛            | 新城毅彦   | 5.4%   |          |
| 第6集                                                   | 8月22日  |          | 事件中的陰謀...終於下了懲罰                 | 瑠東東一郎 | 5.2%   |          |
| 第7集                                                   | 8月29日  |          | 罪惡感和虛偽的自己 戀愛也要解決             | 中西正茂   | 5.4%   |          |
| 第8集                                                   | 9月5日   |          | 戀愛和友情和罪...一一解答                   | 瑠東東一郎 | 5.2%   |          |
| 第9集                                                   | 9月12日  |          | 我...在世界的中心叫著自首                   | 新城毅彦   | 6.2%   |          |
| 第10集                                                  | 9月19日  |          | 給賠賞的逆轉劇！繼續生存下去                | 新城毅彦   | 6.0%   |          |
| 平均收視：6.02%（收視率由Video Research於關東地區統計） |          |          |                                             |            |        |          |

## 外部連結
- （日語）《我們做了》－關西電視台官方網站 （页面存档备份，存于）
- 豆瓣电影上《我們做了》的資料 （简体中文）

| 日本 關西電視台 週二晚間九點連續劇 | 日本 關西電視台 週二晚間九點連續劇     | 日本 關西電視台 週二晚間九點連續劇 |
| ---------------------------------- | -------------------------------------- | ---------------------------------- |
|                                    | 我們做了 （2017.07.18 - 2017.09.19）   |                                    |
| CRISIS （2017.04.11 - 2017.06.13） | 明日的約定 （2017.10.17 - 2017.12.19） |                                    |

| 香港 Now劇集台 星期日 22:30 - 23:30 · 2月4日 22:30 - 23:45 | 香港 Now劇集台 星期日 22:30 - 23:30 · 2月4日 22:30 - 23:45 | 香港 Now劇集台 星期日 22:30 - 23:30 · 2月4日 22:30 - 23:45 |
| ---------------------------------------------------------- | ---------------------------------------------------------- | ---------------------------------------------------------- |
|                                                            | 我們做了 （2018.02.04 - 2018.04.08）                       |                                                            |
| 警視廳生物系 （2017.11.26 - 2018.01.28）                   | 再見，江成君 （2018.04.15 - 2018.05.13）                   |                                                            |